# Hrabstwo Brevard
Hrabstwo Brevard (ang. Brevard County) – hrabstwo w stanie Floryda w Stanach Zjednoczonych. Obszar całkowity hrabstwa obejmuje powierzchnię 1556,95 mil² (4032,48 km²). Według szacunków United States Census Bureau w roku 2009 miało 536 357 mieszkańców.
Hrabstwo powstało w 1844 roku. Na jego terenie znajdują się obszary niemunicypalne: Apollo Annex, Barefoot Bay, Canaveral Air Station, Eau Gallie, Grant, Grant Valkaria, Harris Corp, Indian Harbor Beach, Interchange Square, Merritt Island, Micco, Mims, Palm Bay West, Patrick AFB, Port Canaveral, Port Saint John, Scottsmoor, Sharpes, Suntree, Valkaria, Viera.
| Populacja hrabstwa w poprzednich latach | Populacja hrabstwa w poprzednich latach |
| Rok                                     | Liczba ludności                         |
| --------------------------------------- | --------------------------------------- |
| 1980                                    | 270 481                                 |
| 1990                                    | 398 978                                 |
| 2000                                    | 476 230                                 |
| 2005                                    | 531 250                                 |

## Miejscowości
- Cape Canaveral
- Cocoa
- Cocoa Beach
- Grant-Valkaria
- Indialantic
- Indian Harbour Beach
- Melbourne
- Melbourne Beach
- Melbourne Village
- Malabar
- Palm Bay
- Palm Shores
- Rockledge
- Satellite Beach
- Titusville
- West Melbourne

## CDP
- Cocoa West
- June Park
- Merritt Island
- Micco
- Mims
- Port St. John
- Sharpes
- South Patrick Shores
- Viera East
- Viera West